# Calamidia reticulata
Calamidia reticulata är en fjärilsart som beskrevs av Rothschild 1912. Calamidia reticulata ingår i släktet Calamidia och familjen björnspinnare. Inga underarter finns listade i Catalogue of Life.